# Тери Грифитс
Тери Грифитс (енгл. Terry Griffiths; 16. октобар 1947, Ланели — 1. децембар 2024) био је велшки професионални играч снукера. 
На свом другом професионалном турниру, постао је светски шампион када је освојио Светско првенство у снукеру 1979. године. Био је други квалификант који је освојио титулу након што је Алекс Хигинс постигао тај подвиг 1972. године; од тада је то урадио само Шон Марфи, који је освојио титулу 2005. У финалу 1979, Грифитс је победио Дениса Тејлора са 24 : 16. Девет година касније, 1988. Грифитс је поново стигао до финала такмичења, али је изгубио меч од Стива Дејвиса са 11 : 18.